# José Alberto Costa
José Alberto Barroso Machado e Costa (Porto, 31 de outubro de 1953) é um jogador de futebol português aposentado que jogou como extremo esquerdo e foi treinador.
Em 15 temporadas na Primeira Liga - 16 no total como profissional - acumulou 301 partidas e 37 gols em representação de quatro equipes, a maioria de Porto. Posteriormente, ele embarcou em uma longa carreira de treinador.

## Carreira de jogador

### Clube
Costa nasceu em Porto. Ainda jovem, ele estreou profissionalmente - e na Primeira Liga - com a Académica de Coimbra, disputando 12 jogos pela primeira vez em um eventual rebaixamento e contribuindo com 18 e dois gols em uma promoção imediata; ele passou uma parte do verão de 1977 emprestado ao Rochester Lancers da North American Soccer League.
Depois de marcar os dez melhores gols da carreira na temporada 1977-78 com os Alunos, Costa assinou para o FC Porto. Lateral clássico com condição física acima da média - praticou atletismo e handebol em seu primeiro clube, o SC Vila Real - e formou um formidável trio de atacantes no clube, com Fernando Gomes e António Oliveira, sendo instrumental na conquista de seis grandes títulos, incluindo dois campeonatos nacionais; ele foi eleito o jogador de futebol português do ano em 1979, e também apareceu como substituto na final da Copa dos Vencedores das Taças UEFA 1983-84, perdida contra o Juventus FC na Basileia.
O nome Costa foi ligado ao Verão Quente (1980), quando um grupo de 15 jogadores, incluindo António Lima Pereira, Oliveira, Octávio Machado, Jaime Pacheco, António Sousa e Gomes, suspenderam a atividade do clube, simpatizando com o gerente José Maria Pedroto e o diretor de futebol Jorge Nuno Pinto da Costa, que entraram em "rota de colisão" com o presidente Américo de Sá. Ele ainda permaneceu com os cinco por mais cinco anos, mas, após o surgimento consecutivo do Vermelhinho e Paulo Futre, de 17 anos, ele perdeu sua importância no time, por exemplo, aparecendo em apenas cinco partidas da campanha 1984-85.
Com quase 32 anos, Costa ingressou no Vitória Sport Clube, ajudando a equipe de Guimarães a terminar em quarto e a se classificar para a Copa da UEFA. Em 24 de novembro de 1985, ele marcou seu único gol da temporada, ajudando a derrotar o Sporting CP por 4 a 3 em casa, e se retirou do jogo em junho de 1987, após um ano lento com o CS Marítimo.

### Internacional
Costa venceu 24 jogos pela seleção portuguesa e marcou um gol, contra os Estados Unidos em sua segunda partida internacional. Sua estreia ocorreu em 8 de março de 1978 em um amistoso com a França em Paris, enquanto ele ainda era membro da Académica.
Costa não representou a nação em qualquer competição internacional, e sua última aparição foi em 28 de outubro de 1983 contra a Polônia, em uma vitória de 1-0 vitória para as eliminatórias do UEFA Euro 1984.

## Carreira de treinador
Depois de se aposentar como jogador de futebol profissional, Costa, que possuía uma sólida formação acadêmica (ele se formou em Engenharia Mecânica na Universidade de Coimbra), embarcou em uma carreira de treinador. Ele atuou brevemente como assistente de Juca na equipe nacional, depois assumiu o comando da equipe juvenil e também ajudou o seguinte gerente da equipe nacional, Carlos Queiroz. Sua primeira experiência como técnico foi com o ex-time Académica na segunda divisão, permanecendo uma temporada no clube.
Costa voltou a trabalhar com Queiroz no Sporting, NY/NJ MetroStars, Nagoya Grampus Eight e na seleção dos Emirados Árabes Unidos. No final da década de 1990, ele retornou às funções de treinador, administrando consecutivamente o FC Famalicão (segundo nível), FC Vizela (terceiro), Varzim SC (primeiro) e GD Chaves (segundo).
Em 2005, Costa foi contratado para trabalhar nos Estados Unidos na "USA Seventeen Soccer Academy", como diretor técnico. Ele se estabeleceu em Santa Clara, Califórnia, auxiliando e supervisionando tecnicamente os vários escalões da academia. Em julho de 2008, ele se reuniu com Queiroz quando ingressou no departamento de reconhecimento da seleção portuguesa, trabalhando ao lado do Oceano da Cruz e da inglesa Julian Ward.
Em novembro de 2011, Costa foi nomeado treinador do Sanat Naft Abadan FC, do Iran Pro League, até o final da temporada, substituindo Gholam Hossein Peyrovani. Em maio de 2012, após produzir bons resultados, seu contrato foi prorrogado por mais um ano, mas ele finalmente deixou o cargo no final daquele ano.

## Honras

### Clube
- Primeira Liga: 1978–79, 1984–85
- Taça de Portugal: 1983–84
- Supertaça Cândido de Oliveira: 1981, 1983, 1984
- Taça dos Vencedores das Taças UEFA: Finalista 1983-84

### Individual
- Futebolista português do ano: 1979